# IC 3908
IC 3908 — галактика типу Scd () у сузір'ї Діва.
Цей об'єкт міститься в оригінальній редакції індексного каталогу.